# Nathalie Lamborelle

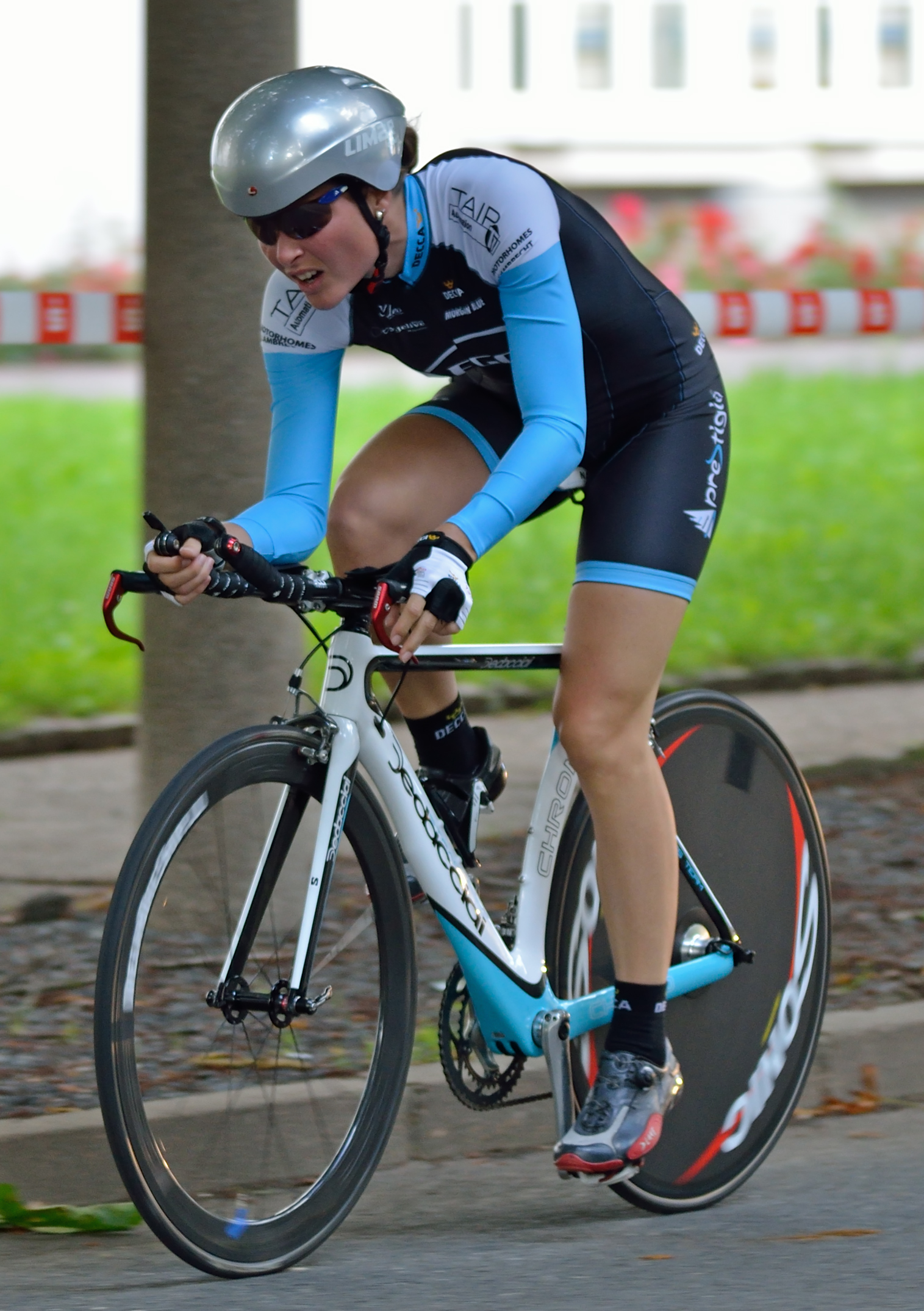
Nathalie Lamborelle bei der Internationalen Thüringen-Rundfahrt der Frauen, 2012

Nathalie Lamborelle (* 1. Februar 1988 in Schifflingen) ist eine ehemalige luxemburgische Radrennfahrerin.
2004 wurde Nathalie Lamborelle luxemburgische Vize-Meister im Querfeldein-Rennen. Im Jahr darauf errang sie diesen Erfolg erneut und wurde zudem nationale Meisterin im Straßenrennen. Sie wurde insgesamt fünfmal luxemburgische Meisterin, zweimal im Querfeldein-Rennen sowie  im Straßenrennen und stand vielfach auf dem Podium. Beim GP Elsy Jacobs 2008 und bei Köln-Schuld-Frechen 2009 belegte Lamborelle jeweils Platz zwei. 2009 wurde sie Achte der Straßen-Europameisterschaft (U23). 
Lamborelle startete viermal bei UCI-Straßen-Weltmeisterschaften. 2008 und 2009 stieg sie vorzeitig aus. Bei den UCI-Straßen-Weltmeisterschaften 2010 in Geelong wurde sie 71. im Straßenrennen, nachdem sie kurz zuvor beim Training in Australien von einem Auto angefahren worden war, 2011 in Kopenhagen wurde sie 42.

## Teams
- 2007–2009  Team Uniqa
- 2010 Hitec
- 2011 Abus Nutrixxion
- 2012 Kleo Ladies Team